# Conseil national de l'Ordre des médecins
Pour les articles homonymes, voir Ordre des médecins.
 (juillet 2024).
En France, le Conseil national de l'Ordre des médecins est un organisme professionnel, administratif et juridictionnel de défense et de régulation de la profession médicale.

## Histoire

### Précédent et contexte
Après la Révolution française qui a fait disparaître les corporations (avec le décret d'Allarde et la loi Le Chapelier de 1791), et en conséquence de quoi, tout citoyen muni d'une seule patente pouvait prodiguer des soins, il fallait trouver un remède au charlatanisme et proposition fut faite d'instaurer un ordre professionnel des médecins, habilité à décider qui avait le droit d'exercer ou non.
Sous le Consulat, la loi du 19 ventôse an XI (10 mars 1803) institue le monopole de l'exercice médical et la notion d'exercice illégal de la médecine. Désormais tous les médecins, docteurs ou officiers de santé, doivent être diplômés et faire enregistrer leur titres.
Le Premier Empire, qui institue un « Ordre » des Avocats, se limitera à promulguer en 1810 l’article « 378 du code pénal » concernant le secret médical[source secondaire souhaitée].
En 1845 à l'occasion du Congrès médical de France est lancée l'idée d'un conseil médical départemental ; est également formulé le désir de mettre fin à la profession, concurrente, d'officier de santé. Le projet de loi de Narcisse-Achille de Salvandy s'en inspire en 1847 : les bouleversements dus à la révolution de 1848 ne permettent pas à ces idées d'aboutir. Les syndicats de médecins, qui se sont déjà constitués sous diverses appellations et qui jouent un rôle publiquement reconnu, sont officiellement autorisés par la loi du 30 novembre 1892 (qui met également fin à l'officiat).
De multiples projets de création d'un Ordre des médecins furent discutés dans les années 1920-1930, sans jamais aboutir faute de majorité au Parlement. Ainsi, après la proposition de loi déposée par le ministre Barthou et restée sans lendemain, l'écrivain Paul Bourget envisagea « la reconnaissance d'un Ordre des médecins ».

### Fondation sous le régime de Vichy
C'est donc sous le régime de Vichy, en reprenant le projet législatif du 7 mars 1928 d'Ernest Couteaux, député socialiste du Nord, que la loi du 7 octobre 1940, – parue au JO le 26 octobre – crée un Ordre des médecins comprenant le Conseil supérieur de la médecine et les Conseils départementaux. Cette loi supprime aussi les syndicats de médecins, dont la Confédération des syndicats médicaux français. Elle est complétée par la loi du 26 mai 1941 portant sur l'exercice illégal de l’art médical et de l’art dentaire et par celle du 26 novembre 1941 qui règle les élections à l’Ordre des médecins.
Les membres des conseils seront nommés par le ministre par décret jusqu'à la loi no 794 du 10 septembre 1942 qui instaure les élections ordinales.
Le retour de Pierre Laval au pouvoir en avril 1942, conduit au remplacement au poste de ministre de la santé de Serge Huard par Raymond Grasset, ancien syndicaliste, qui réorganise l’Ordre par la loi du 10 septembre 1942.
Le 2 avril 1943, c'est l'arrêt Bouguen par lequel le Conseil d'État énonce que : « le législateur a entendu faire de l'organisation et du contrôle de l'exercice de la profession médicale, un service public [et que] si le conseil supérieur de l'Ordre des médecins ne constitue pas un établissement public, il concourt au fonctionnement dudit service ». L'Ordre est concerné par la loi du 14 avril 1943 portant sur la relève des personnels médicaux auprès des prisonniers.
Les élections au Conseil de l'Ordre – les seules élections de quelque ampleur à avoir lieu en France sous l'Occupation – se tiennent le 22 mai 1943.
En juillet 1943, le Conseil supérieur de la médecine devient le Conseil national de l’Ordre des médecins qui produira sa dernière circulaire le 2 juin 1944 en instaurant une carte d'identité professionnelle. Sous Vichy, l'Ordre des médecins, de sa propre initiative parfois, sous pression de l'Occupant ou du Commissariat général aux questions juives d'autres fois, relayait les consignes gouvernementales. C'est ainsi que, à la suite de la loi du 2 juin 1941 remplaçant la loi du 3 octobre 1940 portant statut des Juifs, il impose un Numerus clausus pour l'exercice de la médecine par les médecins juifs, les listes ainsi constituées ayant pu ultérieurement être utilisées par les services de police pour des arrestations. Fortement imprégné des idées xénophobes et antisémites qui s'étaient exprimées en son sein dans les années 1930, le corps médical fut indifférent voire parfois favorable à ces mesures d'exclusion.

De ce fait, l'Ordre des médecins n'a alors jamais protesté contre les lois d'exclusion des médecins de confession israélite (2-4), même après la Libération. Cécile Desprairies, historienne spécialisée dans l'étude du régime de Vichy, remarque ainsi en 2012,
L'Ordre des médecins, qui commence par recenser les médecins juifs, les jette dehors, les dénonce, aide au pillage de leurs cabinets. Et l'Ordre est toujours là. Dans les revues médicales, on signalait les cabinets vacants des «médecins étrangers», on revendait leur matériel… L'image horrible d'une certaine France. L'Ordre des médecins n'a pas été abrogé, le président qui avait appliqué les lois antisémites n'a pas été inquiété, il a continué à présider l'Ordre pendant quinze ans après la fin de la guerre, sans aucun problème. Il a simplement dit qu'il avait fait «ce qu'il pouvait pour sauver des Juifs»…
Le 18 octobre 1943, un décret du gouvernement provisoire de la République française à Alger abroge les lois des 7 octobre 1940 et 10 septembre 1942, supprimant ainsi l’Ordre ; par une ordonnance du même jour cependant, les autorités d'Alger rétablissent l'Ordre. En avril 1944, un communiqué allemand diffusé à la radio et publié dans tous les quotidiens fait obligation à tous les habitants, et en particulier aux médecins, de signaler aux autorités allemandes tout blessé par balle ou par explosif, les contrevenants encourant la peine de mort. Cette disposition, qui vient heurter la tradition du secret médical fortement ancrée dans le milieu médical français contribue – en l’absence de contestation du Conseil national de l'ordre – à l'édification de la légitimité du Conseil médical de la résistance (CMR) : alors que le CMR fait très tôt savoir que la rupture du secret médical équivaut à une trahison, le Conseil national de l'Ordre attendra le 1er juillet pour faire parvenir aux médecins une circulaire appelant au respect du secret professionnel.
C'est dans ces conditions que, le 8 juillet 1944, le Pr Portes, président du Conseil national de l'Ordre des médecins, répondait en pleine insurrection parisienne, un mois après le débarquement, par la motion suivante rédigée avec le docteur B. Lafay :

« Le Président du Conseil de l'Ordre des médecins se permet personnellement de rappeler à ses confrères qu'appelés auprès de malades ou de blessés ils n'ont d'autre mission à remplir que leur donner leurs soins, le respect du secret professionnel étant la condition nécessaire de la confiance que les malades portent à leur médecin, il n'est aucune considération administrative qui puisse nous en dégager. »

Cette déclaration fut adressée aussitôt par télégramme le 8 juillet 1944 à tous les médecins français.

### Refondation à la Libération
Les conseils de l'Ordre sont dissous le 27 août 1944 par une ordonnance du gouvernement provisoire de la République établi à Alger (qui, le 18 octobre 1943, avait abrogé les dispositions de « l’autorité de fait » tout en maintenant le principe de l’Ordre). Le 12 octobre 1944, une seconde ordonnance crée un Ordre provisoire (qui ne se réunira qu’une seule fois en février 1945, sous l’égide du Pr Louis Pasteur Vallery-Radot et sous la présidence du Pr Coutela). Le 11 décembre 1944 une ordonnance adjoint aux conseils départementaux des conseils régionaux ainsi que le conseil supérieur des médecins.
Le 8 janvier 1945, le ministre de la Santé François Billoux nomme par décret les 25 membres du Conseil Supérieur de l'Ordre (tandis que les syndicats de médecins sont rétablis le 31 janvier 1945 par le décret d’application de l’ordonnance du 15 décembre 1944).
Dans sa forme actuelle, l'Ordre est institué le 24 septembre 1945, sur proposition du Ministre de la santé, M. François Billoux du parti communiste français, par l'ordonnance no 45-2184 « relative à l'exercice et à l'organisation des professions de médecin, de chirurgien-dentiste et de sage-femme ». Dans un exposé des motifs, l'ordonnance rappelle que les textes successifs mis en place par l'autorité de Vichy « sont contraires à la légalité républicaine et ne peuvent être maintenus ».
Désormais composé de médecins élus – dans les instances départementales, régionales disciplinaires et nationales – l'Ordre est chargé de veiller « au maintien des principes de moralité, de probité et de dévouement indispensables à l'exercice de la médecine ». Par la même occasion, la section dentaire de l'Ordre des médecins gagne son autonomie et devient ainsi l'Ordre des chirurgiens-dentistes [de France et d'Algérie].
Les élections des conseils départementaux (qui doivent ensuite élire les conseils régionaux puis le Conseil national) ont lieu en décembre 1945. Marquées par un très fort absentéisme (l'attention du milieu médical est retenu par l'adoption du décret du 19 octobre instituant la Sécurité sociale), elles sont invalidées et de nouveau convoquées le 3 mars 1946.
Complétée par le décret du 26 octobre 1948 qui en fixe les procédures (décret modifié légèrement en 1956, 1977 et 1993) cette ordonnance de 1945 a fourni un cadre législatif inaltéré pendant plus de cinquante ans.
Une décision du Conseil d'État du 13 janvier 1961 précise le statut des organismes collégiaux, en l'espèce des groupements agricoles territoriaux exerçant une mission d'intérêt général, qui deviennent des organismes privés chargés d’une mission de service public sans précision . La jurisprudence Bouguen prise sur le fondement de la loi de 1940, réputée illégale par l'ordonnance de 1945, demeure la référence en matière de jurisprudence ordinale. La loi du 13 juillet 1972 d'abord, puis celle du 25 juillet 1985 portant sur diverses mesures d'ordre social n'apportèrent que des modifications mineures. Il faut désormais considérer l'Ordre des médecins comme la structure représentative de toute la profession médicale. L'Ordre des médecins est une entité qui regroupe l'ensemble des médecins inscrits au tableau, et dont tous les membres sont élus par ces derniers.
La loi du 4 mars 2002 relative aux droits des malades et à la qualité du système de santé modifie considérablement les dispositions antérieures relatives aux ordres compétents à l'égard des professions médicales. Concernant l'Ordre des médecins, elle établit désormais une distinction complète entre les instances juridictionnelles et les organes de représentation de la profession, tant au niveau régional que national.
Articulées autour du code de déontologie médicale publié la première fois au J.O. daté du 28 juin 1947, les missions actuelles de l'Ordre des médecins sont multiples, et il est veillé à ce qu'elles s'adaptent aux évolutions techniques, scientifiques et sociétales d'un monde perpétuellement en mouvement.
Entre 1996 et 2016, son siège se situe 180 boulevard Haussmann (8e arrondissement de Paris). Depuis cette dernière date, il se trouve 4 rue Léon-Jost (17e arrondissement).

## Fonctions

### Fonction fédératrice
Le pouvoir réglementaire donne une valeur réglementaire forte au code de déontologie médicale puisque celui-ci est édicté sous forme de décret en Conseil d'État et qu'il est partie intégrante du code de la santé publique. Organisme privé à mission de service public, l'Ordre est une structure strictement professionnelle et ne subit aucune tutelle. Ses membres sont des conseillers élus par l'ensemble des médecins français qui assurent, seuls, le financement de l'institution.

### Fonction de conseil des pouvoirs publics
L'Ordre est l'interlocuteur, parfois même le conseiller des pouvoirs publics, notamment en donnant son avis sur les projets de règlements, de décrets ou de lois qui lui sont soumis par les autorités. L'Ordre porte aussi les intérêts des patients et de la profession médicale auprès des institutions européennes.

### Pouvoir réglementaire
Il est garant du maintien de la compétence et de la probité du corps médical. Il lui appartient d'établir et d'actualiser un tableau auquel ne peuvent être inscrits que les docteurs en médecine qui remplissent les conditions légales et de moralité requises pour exercer la profession. Cette inscription est obligatoire pour quiconque veut exercer la médecine en France, hormis les médecins des Armées ou ceux qui, en aucune manière, ne sont appelés à exercer une médecine de soins ou de prévention au contact de malades. Le libellé des ordonnances et des plaques professionnelles, l'examen des contrats professionnels, la délivrance des autorisations de remplacement, l'exercice en sites multiples font l'objet de son attention. Les décisions d'ordre administratif sont susceptibles d'appel devant le Conseil régional ou la section nationale d'appels administratifs placée près le Conseil national, puis éventuellement contestées devant le Conseil d'État.
En 2023, un médecin est interdit d'exercer par l'Ordre des médecins pour des faits de harcèlement et violences verbales.

### Rôle juridictionnel
Le Conseil national de l'Ordre veille au maintien des principes de moralité, de probité, de compétence et de dévouement indispensables à l'exercice de la médecine, ainsi que des règles édictées par le code de déontologie. À ce titre, il veille à l'observation, par tous les membres de l'Ordre, des devoirs professionnels et des règles de déontologie. Il accomplit cette mission par l'intermédiaire des conseils et des chambres disciplinaires.
Les médecins à qui il est reproché d'avoir méconnu les principes de dévouement, de compétence ou de moralité, ou toute autre règle du code de déontologie, sont poursuivis devant les chambres disciplinaires de première instance, qui siègent auprès du conseil régional, et qui sont présidées par un magistrat nommé par le vice-président du Conseil d'État.
L'action disciplinaire contre un médecin peut être introduite devant la chambre disciplinaire de première instance par :
- le conseil national ou le conseil départemental de l'Ordre dans le ressort territorial duquel se situe le médecin, agissant de leur propre initiative ;
- par ces mêmes instances à la suite de plaintes formées par un patient ou toute personne lésée de manière suffisamment directe et certaine par le manquement d'un médecin à ses obligations déontologiques[22], les organismes locaux d'assurance maladie, les associations de défense des droits des patients, des usagers du système de santé ou des personnes en situation de précarité ;
- le ministre chargé de la santé, les préfets de départements, les directeurs généraux des agences régionales de santé, ou le procureur de la République ;
- un syndicat ou une association de praticiens.

En cas de plainte, il appartient au conseil départemental de réunir, préalablement à la saisine de la chambre disciplinaire et dans un délai d'un mois, une commission de conciliation. En cas d'échec de cette dernière, la plainte est transmise à la chambre disciplinaire qui instruit le dossier.
La décision par laquelle le Conseil national de l'Ordre statue directement sur une plainte présentée devant lui est susceptible de faire l'objet d'un recours devant le tribunal administratif.
La procédure disciplinaire est d'ordre administratif et entièrement écrite et contradictoire. L'appel est réalisé auprès de la chambre disciplinaire nationale, placée auprès du Conseil national. Les recours en cassation dirigés contre les sanctions disciplinaires peuvent être formés devant le Conseil d'État.

## Structure
L'Ordre des médecins se compose de trois structures, corrélées respectivement au département, à la région et à l'échelon national :

### Conseil départemental de l'Ordre
Interlocuteur naturel des pouvoirs publics locaux, ainsi que des organismes de protection sociale, le Conseil départemental tient à jour le tableau des médecins inscrits, contrôle leur indépendance professionnelle en vérifiant les contrats de ces médecins, statue sur certaines demandes d'installation, vérifie la bonne maîtrise de la langue française des médecins postulant à l'inscription au Tableau.
Le Conseil départemental a de nombreuses fonctions exécutives :
- gestion du tableau de l'Ordre (numéro RPPS, remplaçant le numéro ADELI) ;
- gestion des autorisations d'installation des médecins dans le département ;
- contrôle du libellé des plaques et des mentions dans les annuaires et sur les ordonnances ;
- examen des contrats passés entre deux ou plusieurs médecins, entre médecins et structures privées ou publiques ;
- délivrance des autorisations de remplacement (seul le conseil départemental de site universitaire délivre les licences de remplacement) ;
- délivrance du caducée médical ;
- devoir de conciliation en cas de différends entre médecins, ou entre un patient et un médecin, avant transmission (obligatoire) de la plainte, si elle persiste, à la section disciplinaire du conseil régional. Le Conseil départemental ne juge pas: il transmet ;
- collecte et étude des dossiers d'entraide entre les médecins ;
- organisation locale de la permanence des soins sur les différents secteurs géographiques déterminés en concertation avec les pouvoirs publics, après avis du comité départemental de l'aide médicale urgente, de la permanence des soins et des transports sanitaires (CODAMUPS) ;
- rôle d'information du public sur l'organisation des soins dans le département, sur les qualifications de chaque praticien et leur mode d'exercice ;
- interlocuteur privilégié des médecins pour tout ce qui touche à la qualité de leur exercice, la rédaction des différents certificats et d'une manière générale le conseiller de référence face à toute difficulté rencontrée dans leur mission de santé publique ;
- rôle de solidarité entre les membres de la profession en ce qui concerne les drames de la vie civile ou professionnelle.

Le nombre de conseillers est déterminé par l'importance numérique des praticiens inscrits au Tableau. Les conseillers sont élus par l'ensemble des médecins du département, pour une durée de six ans, à l'instar des suppléants élus au même scrutin. Le renouvellement s'effectue par moitié tous les 3 ans. Les conseillers sortants sont rééligibles. Ils sont électeurs aux scrutins désignant les conseillers régionaux, et le ou les conseillers nationaux de leur région. Le scrutin se fait sur le mode suivant : appels à candidature jusqu'à une date limite, puis envoi des bulletins de candidature et des éventuelles « professions de foi » par le Conseil départemental auprès de tous les médecins inscrits au Tableau du département, avec enveloppe pour le retour au Conseil départemental avant la date limite préalablement fixée (l'enveloppe externe doit nécessairement être identifiée par le nom et la signature du votant), puis assemblée générale où on procède publiquement au dépouillement. Les candidats au score le plus élevé sont proclamés titulaires, les suivants suppléants, au considéré du nombre de postes à pourvoir. Les litiges éventuels doivent être consignés par écrit et peuvent être soumis en appel auprès du Conseil régional.
La loi Hôpital, patients, santé et territoire, promulguée en 2009 conforte les attributions du Conseil de l'Ordre et de ses structures.

### Conseil régional de l'Ordre
Sa structure est modifiée depuis le premier février 2007. Avant cette date, il se limitait à un rôle de première instance contentieuse et disciplinaire :
- en matière disciplinaire à la suite de plaintes de particuliers ou de praticiens ;
- en matière électorale lors des élections des conseils départementaux ;
- en matière de conflit lors de l'inscription au tableau de l'Ordre.

À partir de février 2007, une nouvelle organisation se met en place.
Le Conseil régional de l'Ordre des médecins a désormais un rôle essentiellement administratif et de régulation des soins médicaux, nécessairement en phase avec les autres structures administratives régionales (Agence régionale de santé, O.R.S., Union régionale des professionnels de santé représentant les médecins, conseil de gestion des UFR de médecine, caisse d'assurance retraite et de la santé au travail...) et l'organisme gestionnaire du développement professionnel continu. Il a un rôle important d'information et d'action de représentation de la profession dans toutes les structures régionales, qu'elles soient relatives à la santé publique, à la formation médicale universitaire, ou administratives. Il aura par ailleurs à décider du sort des médecins devenus temporairement médicalement inaptes à l'exercice, ou dont les compétences médicales semblent insuffisantes au regard des exigences actuelles.
Enfin, cette structure abrite la structure disciplinaire indépendante, maintenant présidée par un magistrat issu du tribunal administratif ou de la cour administrative d'appel.
La composition du Conseil régional varie en fonction du nombre de médecins inscrits dans la région. Habituellement il sera composé de 12 membres titulaires et autant de suppléants, tous élus par les conseillers départementaux, seuls électeurs, parmi les candidats issus des médecins de la région. La répartition des sièges au Conseil se fera à raison d’un élu par département de la région, le reste des postes étant distribué au prorata du nombre de médecins inscrits dans chaque département.
La section disciplinaire est formée de deux composantes, élues paritairement au tour interne et au tour externe. Ainsi, le Conseil régional élit en son sein, au tour interne quatre membres assesseurs titulaires et autant d'assesseurs suppléants à la section disciplinaire régionale, elle-même maintenant présidée par un magistrat du tribunal administratif. Cette section disciplinaire est complétée au tour externe, par l'élection de quatre membres titulaires et quatre membres suppléants, qui devront avoir la qualité de membres ou d'anciens membres élus au moins une fois à une élection ordinale. Les débats lors de ces procès sont publics, hors exceptions où peut être demandé et obtenu le huis clos. Toutefois, le plaignant perd maintenant son rôle de témoin ; en droit, on dit qu'il devient partie. Chaque partie peut se faire assister ou représenter par un avocat, et la partie qui succombe est sujette aux dépens. La procédure est écrite et contradictoire. En cas de procédure dilatoire ou manifestement abusive, le magistrat peut imposer une amende jusqu'à 3 000 euros. Les décisions sont sujettes à appel auprès de la section disciplinaire d'appel du Conseil national. Les décisions de la section disciplinaire d'appel peuvent ensuite, éventuellement, être déférées en cassation au Conseil d'État.
Il avait été prévu que soit adossée auprès du Conseil régional, pour des raisons administratives et de commodité une structure indépendante, le Conseil régional de formation médicale continue, qui aurait à apprécier et à quantifier tant les formations complémentaires que doivent suivre tous les médecins, que leur suivi effectif. Ce CRFMC dans le projet initial était composé de 12 membres : trois conseillers régionaux qui ne peuvent par ailleurs appartenir à la section disciplinaire, trois médecins hospitaliers, trois médecins salariés, tous élus par leurs instances respectives, et trois membres désignés par le Conseil national de formation médicale continue. C'est que chaque médecin, quel que soit son mode d'exercice, a dorénavant une double obligation. Il doit suivre une formation médicale continue reconnue et quantifiée, et aussi se soumettre à une auto-évaluation personnelle de ses pratiques professionnelles, le tout sous l'égide d'organismes habilités par la Haute Autorité de santé (HAS).
Le rôle du CRFMC aurait été de quantifier l'effort de formation, et de qualifier l'autoévaluation de chaque médecin, puis de transmettre tous les cinq ans le dossier validé de chaque médecin au Conseil départemental où il est inscrit. En cas de faute, ou d'insuffisance ce dernier pourrait traduire le médecin défaillant auprès des instances disciplinaires.
Mais les textes réglementaires ne sont pas parus. Ce Conseil régional de formation médicale continue n'ont pas vu le jour, ses prérogatives étant reportées sur le Conseil national de formation médicale continue pour des raisons budgétaires. La loi Hôpital, patients, santé et territoire prévoit d'ailleurs de revoir le régime de formation continue des médecins. Actuellement, on parle plus de développement professionnel continu (DPC), dont les modalités d'application sont encore mal définies et dont la contribution des pouvoirs publics à son financement est compromise.

### Conseil national de l'Ordre
Le rôle primordial du Conseil national est de faire respecter le code de déontologie médicale, « au service de la Santé publique et des malades ». Le Conseil national de l'Ordre des médecins est composé de cinquante membres, élus pour six ans par les membres titulaires des Conseils départementaux, et renouvelables par moitié tous les 3 ans. Plusieurs conseillers d'État, nommés par le Garde des Sceaux, l'assistent en ses travaux. Y siègent aussi de droit un représentant nommé par le ministre de la Santé, et un membre de l'Académie nationale de médecine. Des représentants du ministre de la Santé et du Ministère de l'Enseignement supérieur et de la Recherche assistent aux sessions mais avec voix consultative.
Le Conseil national de l'Ordre des médecins a de multiples fonctions. Il :
- fédère l'activité de tous les Conseils départementaux et régionaux. Il coordonne leurs activités et contrôle leur gestion administrative et comptable ;
- reconnaît les qualifications professionnelles des Médecins, après avis des Commissions de qualification propres à chaque spécialité qu'il accueille ;
- délivre les cartes professionnelles ;
- propose les modifications du code de déontologie médicale qui sont ensuite soumises au Conseil d'État ;
- détermine et répartit le montant de la cotisation annuelle obligatoire de chaque praticien, gage d'indépendance – le seul financement de l'ordre des médecins provient des cotisations de ses membres –[note 1] ;
- mène des enquêtes publiques sur la répartition géographique des professionnels et la démographie des médecins ;
- représente la profession médicale auprès des institutions françaises, européennes, et mondiales ;
- gère à l'échelon national l'entraide parmi les médecins et leur famille ;
- étudie des textes en préparation et les projets de réglementation qui lui sont soumis par les pouvoirs publics ;
- instruit et juge les différends d'ordre administratif par l'intermédiaire de la commission nationale d'appels administratifs ;
- coordonne la permanence des soins, en particulier la régulation des gardes et urgences, sur l'ensemble du territoire ;
- fait prendre toute mesure concernant la sécurité professionnelle propre du médecin.

Il accueille la chambre disciplinaire nationale d'appel, juridiction administrative qui siège en séance publique, sous la présidence d'un des six conseillers d'État qui y sont affectés. Cette juridiction, bien que siégeant en ses locaux, est totalement indépendante du Conseil national. Ses décisions peuvent être contestées devant le Conseil d'État.
Cette chambre disciplinaire nationale d'appel est élue par l'ensemble des conseillers nationaux sur le même mode de scrutin que la chambre disciplinaire de première instance auprès du conseil régional. Elle est composée de douze membres (six titulaires et six suppléants élus parmi les candidats issus du Conseil national, avec un mandat de trois ans, et six titulaires et autant de suppléants élus « au tour externe » parmi les candidats médecins ayant eu ou ayant la qualité de conseiller ordinal à quelque titre que ce soit, élus pour six ans, et renouvelables par moitié tous les trois ans. Il se réunit en session à huis clos au moins 5 fois par an.
Pour mieux coordonner l'ensemble de ses activités, le Conseil National comporte en son sein 4 sections. Chaque Conseiller National ne peut être membre que de l'une d'entre elles :
1. la section Éthique et Déontologie qui s'attache, en fonction de l'évolution des mœurs et de la législation à adapter le code de déontologie médicale et de ses commentaires aux réalités actuelles de la médecine en notre société. Elle informe et conseille sur le plan juridique et déontologique les différentes structures ordinales, les médecins et le public sur les questions de responsabilité entre les médecins, entre médecins et patients, aux droits des patients et à leur information, aux remplacements. Elle apporte son expertise en matière d'inscription au Tableau. Elle organise une veille juridique et déontologique dans les domaines intéressant les droits des patients, la bioéthique, les évolutions technologiques. Elle suscite les réflexions et participe aux travaux des institutions, des associations et des comités médicaux traitant des questions d'éthique de la santé ;
2. la section Exercice professionnel qui a pour champ d'étude l'évolution des modalités d'exercice des médecins en référence aux divers changements législatifs et à la naturelle évolution de la société. Elle donne des avis, des conseils ou des informations d'ordre juridique, et déontologique aux autres Conseils et aux médecins, sur des questions relavant :
  - des relations entre les médecins et les organismes de protection sociale,
  - des relations entre médecins hospitaliers ou salariés avec les établissements ou structures dans lesquelles ils exercent, la législation applicable et son évolution,
  - des différentes modalités d'exercice de la médecins et de leurs réglementations,
  - des avis aux pouvoirs publics sur les textes législatifs, réglementaires ou conventionnels en préparation et de préparer les suites juridiques qu'ils comporteraient,
  - de l'observatoire de la sécurité dans l'exercice professionnel qu'elle coordonne,
  - de la Commission nationale de la permanence des soins et de l'aide médicale d'urgence ;
3. la section Formation et Compétences Médicales a pour rôle de :
  - gérer les Commissions qui examinent les dossiers de demande de qualification particulière et de les traiter,
  - étudier et de suivre la réglementation européenne et internationale en matière de qualification des médecins européens et étrangers,
  - préparer les décisions du Conseil national en matière de droit aux titre professionnels,
  - examiner les questions en rapport avec la formation médicale initiale et aux formations complémentaires, à la validation ds acquis professionnels et à la formation médicale continue,
  - se coordonner avec le Ministère de la Santé pour l'organisation de l’exercice en France de médecins étrangers et traiter toutes questions relatives à la reconnaissance des qualifications européennes,
  - mettre en forme les référentiels métiers au service de la profession et aux Commissions de qualification,
4. la section Santé Publique et Démographie Médicale anime et coordonne tous travaux en matière de démographie médicale – elle coopère avec l'État en matière de veille sanitaire :
  - elle assure l'implication de l'ordre National, et donc de tous les médecins sur tous les problèmes de santé publique, y compris en matière d'éducation et de prévention,
  - elle collabore avec les pouvoirs publics dans les dossiers relatifs à la vigilance et la lutte contre les dérives sectaires,
  - elle met en œuvre tout groupe de travail prospectif concernant la structuration des soins et l'aménagement du territoire,
  - elle donne des avis, des conseils ou des informations d'ordre juridique aux autres Conseils et au public sur les questions relavant des thèmes relatifs à la santé publique.

D'un point de vue organisationnel, le Conseil National de l'Ordre des Médecins est organisé en 5 grandes directions :
- la Direction des services administratifs ;
- la Direction des services du tableau ;
- la Direction des services financiers ;
- la Direction des services juridiques ;
- la Direction des systèmes d'information.

## Présidents
- 1940-1942 : Pr René Leriche (1879-1955) qui est le 1er président de l'Ordre jusqu'au 28 décembre[26].
- 1942-1945 : Pr Louis Portes (1891-1950), président de l'Ordre sous Vichy et reste à la tête de cette institution reconstituée jusqu'aux années 1950[27].
- 1950-1956 : Pr René Piedelièvre (1891-1975).
- 1956-1970 : Pr Robert de Vernejoul (1890-1992).
- 1970-1981 : Pr Jean-Louis Lortat-Jacob (1908-1992).
- 1981-1987 : Pr Raymond Villey (1913-1999).
- 1988-1993 : Dr Louis René.
- 1993-2001 : Pr Bernard Glorion (1928-2007)[28].
- 2001-2002 : Pr Bernard Hoerni (1940-), doit faire face à la démission de sept membres du bureau national[29].
- 2002-2003 : Pr Jean Langlois.
- 2003-2005 : Dr Michel Ducloux (1930-)[30].
- 2005-2007 : Pr Jacques Roland (1942-).
- 2007-2013 : Dr Michel Legmann (1940-)[31].
- 2013-2022 : Dr Patrick Bouet (1955-).
- 2022- en cours : Dr François Arnault[32].

## L'Ordre des médecins et l'Union européenne
Le #Conseil national de l'Ordre (CNOM) représente les médecins français à l'Association européenne des médecins des hôpitaux (AEMH), association belge créée en 1963 sise à Bruxelles, visant à défendre la médecine hospitalière.
En 1971, dans le cadre de la Communauté économique européenne établie par le traité sur le fonctionnement de l'Union européenne, est constituée la Conférence Internationale des Ordres et Organismes d’attributions similaires. Elle deviendra la Conférence européenne des Ordres des Médecins, rebaptisée en 2008 Conseil européen des Ordres des médecins (CEOM). Le CEOM développe la coopération entre ses organisations participantes au sein de l’Union européenne et de l’Association européenne de libre-échange (AELE), et soutient leur action par l’élaboration de standards de qualité et de positions communes relatifs à l'exercice de la médecine.
En 2008, un bureau de représentation du CNOM est ouvert à Bruxelles.
Depuis 2010, le CNOM coordonne le Réseau européen des autorités compétentes médicales (ENMCA, European Network of Medical Competent Authorities), de concert avec le Bundesärztekammer, l'Ordre des médecins fédéral allemand, et le General Medical Council (GMC), l'Ordre des médecins britannique, en tant que responsables de la reconnaissance des qualifications médicales.
En 2015, le CNOM rejoint le Comité permanent des médecins européens (CPME), association belge sise à Bruxelles, dédiée à la défense de la santé et des soins auprès des responsables politiques. Le Cnom l'avait quitté en 2009 en raison de dissensions.

## Prise de position
Le 30 juillet 2025, le Conseil national de l'Ordre des médecins prend une position défavorable à la loi Duplomb. L'instance juge que « sur le plan médical (…) le doute n’est pas raisonnable », au sujet de « substances susceptibles d’exposer la population à des risques majeurs : troubles neurodéveloppementaux, cancers pédiatriques, maladies chroniques » et déplore « l’écart persistant entre les connaissances scientifiques disponibles et les décisions ».

## Controverses

### Sanctions disciplinaires
L'Ordre a fait et fait toujours face à un certain nombre de critiques, portant notamment sur le fonctionnement de ses instances disciplinaires tout autant que sur les diverses prises de position que le Conseil a été amené à prendre ou qu'il s'est abstenu de prendre. Ces débats, suscités par des individus, médecins ou non, relayés éventuellement par des groupes constitués, ont même parfois pu atteindre une dimension politique nationale comme en 1981 où la suppression de l'Ordre est la 85e des 110 propositions de l’engagement du candidat Mitterrand à la Présidence de la République, qui qualifiait l’institution ordinale comme « une offense pour la démocratie ».
Le code de déontologie faisant interdiction aux médecins d'attenter à l'honneur de la profession médicale, la critique de l'Ordre par les médecins eux-mêmes est un exercice délicat.
Le Comité des ministres de la Commission européenne des droits de l'homme rends en 1987 une résolution reconnaissant la compétence de l’Ordre des médecins belge dans sa fonction disciplinaire et dans sa capacité à infliger des sanctions. Cette commission n'existe plus depuis 1998.
Le rapport de la Cour des comptes en 2019 déplore que les conditions d'indépendances et d'impartialité des juridictions de l'ordre sont mal remplies, et que la grande majorité sont écartées, en particulier pour des plaintes pour des faits à caractère sexuel qui n'ont pas été traitées avec la rigueur attendue, jugement contesté par le conseil de l'ordre.

### Origine de l'ordre
De façon récurrente, les circonstances historiques ayant présidé à la création de l'Ordre dans sa première forme, ont été mobilisées de part et d'autre dans ces débats. Ainsi l'Ordre fut longtemps – et est parfois encore – vilipendé pour n'être qu'une création du régime de Vichy, ce à quoi il a longtemps simplement objecté que, recréé en 1945 sur des bases nouvelles, il ne pouvait aucunement être tenu responsable des errements précédents. Cette dernière objection n'a de valeur que formelle, car, outre une étonnante stabilité du personnel médical dans ses instances avant et après 1945, l'Ordre, probablement fort occupé à la reconstruction d'un système de santé délabré, n'a pendant longtemps pas concouru à la manifestation de la vérité, participant ainsi passivement à l'omerta sur l’exclusion des médecins juifs sous l’Occupation[source insuffisante]. C'est peut-être particulièrement vrai pour la section dentaire de l'Ordre[source insuffisante].
Longtemps tu, ou trop simplement présenté, que ce soit par l'Ordre lui-même ou par ses détracteurs, l'héritage de la période vichyste fait l'objet depuis quelques années d'un examen historique toujours en cours. L'Ordre des médecins, sous la présidence du doyen Portes avait pris une très ferme position contre la levée du secret médical qu'exigeaient les occupants allemands. Cette téméraire démonstration déontologique, envoyée par télégramme à tous les médecins, n'intervient cependant que le 8 juillet 1944, soit un mois après le débarquement.
Le 11 octobre 1997 le professeur Bernard Glorion, président d’honneur du Conseil national de l'Ordre, fit une déclaration dans laquelle il exprimait un sentiment de regret envers la communauté des médecins juifs, un souci de vérité en ouvrant aux chercheurs l’ensemble des archives nationales et départementales de l’Ordre. Une circulaire du Premier ministre en date du 2 octobre 1997 confère aux archives détenues, pour la période de l’Occupation de 1940 à 1945, le caractère d’archives historiques. Leur facilité d’accès (code du patrimoine) permet donc la consultation des archives publiques ou privées détenues par les conseils départementaux.

### Manque d'ouverture
Dans les années 1990, on[Qui ?] a pu reprocher au Conseil de l'Ordre de ne montrer que peu d'intérêt aussi bien à l'égard des formes non traditionnelles de l'exercice de la médecine (médecine de groupe, médecins salariés, etc) qu'à l'égard de nouveautés législatives en accord avec les mœurs, comme l'interruption volontaire de grossesse (IVG). Déjà, en 1956, l'Ordre adressa un blâme au Dr Marie-Andrée Lagroua Weill-Hallé pour avoir créé « La Maternité Heureuse », ancêtre du planning familial.
De nombreux médecins sont condamnés par cet ordre pour avoir signalé des violences sur les enfants.

### Rapport de la Cour des comptes
Dans son rapport de septembre 2012, la Cour des comptes conclue, dans son chapitre consacré à l'Ordre, à une contribution « toujours plus limitée pour ce qui est de sa participation concrète à la permanence des soins, voire critique vis-à-vis de certaines mesures destinées à permettre une meilleure organisation des parcours de soins des patients. Beaucoup plus préoccupant encore, son rôle dans le contrôle du respect de la déontologie médicale s’avère très décevant, qu’il s’agisse du traitement des plaintes, du respect du tact et de la mesure dans la détermination des honoraires, ou de la prévention des conflits d’intérêts ».

Dans son rapport de décembre 2019, elle indiquait avoir constaté : 
de nombreuses insuffisances et irrégularités. Certaines d’entre elles avaient déjà été relevées lors de son précédent contrôle mais n’ont pas donné lieu à des mesures correctrices. Ces insuffisances, et plus largement le défaut de rigueur dans la gestion et de contrôle dans l’usage des fonds issus des cotisations, ainsi que les multiples carences du contrôle interne, ont rendu possibles non seulement des erreurs et des approximations dans les pratiques comptables mais également des détournements de fonds constatés en plusieurs endroits.
Ce rapport rapporte de « grandes faiblesses managériales, organisationnelles et comptables » avec des projets immobiliers coûteux et non maîtrisés, une politique salariale « particulièrement avantageuse » et « plus d'un million d'euros d'indemnités en 2017 ». Ce rapport relève aussi des pratiques illégales telles que des « remboursements de frais abusifs » et des recrutements de proches sans même comporter un CV ou une lettre de motivation, le délaissement de sa mission de contrôle de l'actualisation des compétences des médecins, l'absence de contrôle des règles déontologiques par la profession, déplorant l'absence d'examen des conventions conclues entre les médecins et l'industrie pharmaceutique.

### Accusations de corporatisme
En 2000, le président de l'ordre Bernard Glorion reconnaît à l'occasion d'un projet de réforme de l'ordre que « trop longtemps, l'Ordre des médecins français a été accusé de corporatisme et depuis une dizaine d'années à peu près le public réclame plus de transparence ». Il propose alors qu'un magistrat professionnel préside la juridiction ordinale de première instance sans attendre le niveau national en appel.
En avril 2013, le journaliste René Chiche publie Enquête sur les mandarins de la médecine, livre à charge contre l'Ordre des médecins. Parmi les échos à ce livre, on notait l'article mis en ligne par l'UNOF (Union Nationale des Omnipraticiens Français), titré « Petits arrangements entre amis au Conseil de l’Ordre ».
En 2019, le rapport de la Cour des comptes signale que l'ordre a mené un « intense lobbying » contre la loi de modernisation du système de santé s'est éloigné de la déontologie pour investir la défense des intérêts professionnels des syndicats.
En 2022, l'association Stop aux violences obstétricales et gynécologiques regrette le corporatisme médical, notamment le conseil de l'ordre, protège des praticiens déviants dans les plaintes pour violences gynécologiques et obstétricales.

### Réactions face aux accusations de violences sexuelles par des médecins
En février 2014, le gynécologue réputé André Hazout est condamné à 8 ans de prison pour agressions sexuelles et viols de patientes. Ce praticien avait profité de sa position de spécialiste de la procréation médicalement assistée pour abuser sexuellement de plusieurs de ses patientes. Le Conseil de l'Ordre des médecins était resté inactif malgré les plaintes et n'a pu que présenter des excuses tardives aux patientes abusées. À la suite de cette affaire, le rôle du Conseil de l'Ordre départemental des médecins est à nouveau mis en question.
La Cour des Comptes relève en décembre 2019 l'absence de suivi disciplinaire par les conseils départementaux au sujet d'affaires ayant abouti sur le plan pénal. Ainsi, entre 2014 et 2017, 150 plaintes pour des faits à caractère sexuel sont enregistrées dans les chambres disciplinaires de première instance,.
En mai 2024, le président du Conseil national de l'Ordre des médecins, François Arnault, estime que les violences sexuelles et sexistes dans le monde médical sont « trop peu sanctionnées ». L’Ordre va engager une enquête professionnelle sur les abus sexuels subis ou constatés. Ainsi, en septembre 2024, le CNOM engage une enquête auprès de tous les médecins et « docteurs juniors » sur les violences sexistes et sexuelles subies dans le cadre professionnel, les résultats seront communiqués à la fin de l’année.

### Positions sur les médecines alternatives
Début 2018, 124 professionnels de la santé signent une tribune « contre les médecines alternatives », dénonçant les pratiques liées à l'homéopathie. Début 2020, à la suite de la précédente tribune, la CDPI (chambre disciplinaire de première instance) d'Île-de-France condamne 10 médecins pour « non-confraternité » (9 blâmes et 1 suspension d'exercice sont délivrés), selon le code de santé publique (article 4127-31 et 4127-56). Le 21 février 2020, le Conseil national fait appel des 10 affaires, car une homéopathe faisait partie du jury de la CDPI.

### Contestations de certains médecins
Dans le sillage des difficultés qu'a affrontées l'Ordre des infirmiers en 2010-2011 et de la reviviscence des polémiques autour de cet Ordre, l'association Contrordre, initiée par des médecins d'Ille-et-Vilaine refusant la cotisation obligatoire à l'Ordre des médecins, dans lequel ils ne se reconnaissent pas, rappelle son existence en allant porter un « chèque en bois » au Conseil départemental en juin 2012. La motivation de cette action est rappelée dans des tribunes, relayée par les médias régionaux, et également par l'UNOF (Union Nationale des Omnipraticiens Français), la branche des médecins généralistes de la Confédération des syndicats médicaux français (CSMF), première organisation syndicale française de médecins libéraux toutes activités confondues.
Depuis 2015, c'est la judiciarisation du conflit entre Bernard Coadou, un médecin retraité de Gironde refusant de payer sa cotisation, et l'Ordre, dans lequel il ne se reconnaît pas, qui a généré l’intérêt des médias régionaux ainsi que de ses confrères. Il a lancé en janvier 2016 le « Mouvement médical d'insoumission ordinale partielle » (MIOP), visant à remettre l'Ordre en cause.